# Kisei 2004
Il Kisei 2004 è stata la 28ª edizione del torneo goistico giapponese Kisei. Naoki Hane 9p ha vinto il torneo per determinare lo sfidante, sconfiggendo poi Keigo Yamashita nella finale, con il punteggio di 4-3, conquistando per la prima volta il titolo di Kisei.

## Fase finale
- W indica vittoria col bianco
- B indica vittoria col nero
- X indica la sconfitta
- +R indica che la partita si è conclusa per abbandono
- +N indica lo scarto dei punti a fine partita

### Gruppo A
| Giocatore        | O.R.  | N.H. | S.K.   | Y.Is.  | T.M.  | Y.Im. | Risultato | Note                                        |
| ---------------- | ----- | ---- | ------ | ------ | ----- | ----- | --------- | ------------------------------------------- |
| Ō Rissei         | –     | X    | B+8,5  | W+6,5  | B+R   | X     | 3-2       | Qualificato alla fase finale del Kisei 2005 |
| Naoki Hane       | B+R   | –    | W+4,5  | B+R    | W+2,5 | B+R   | 5-0       | Qualificato alla finale degli sfidanti      |
| Satoru Kobayashi | X     | X    | –      | W+R    | X     | X     | 1-4       | Retrocesso                                  |
| Yoshio Ishida    | X     | X    | X      | –      | X     | X     | 0-5       | Retrocesso                                  |
| Tomoyasu Mimura  | X     | X    | W+11,5 | B+12,5 | –     | W+R   | 3-2       | Qualificato alla fase finale del Kisei 2005 |
| Yoshiaki Imamura | B+0,5 | X    | B+0,5  | W+0,5  | X     | –     | 3-2       | Qualificato alla fase finale del Kisei 2005 |

### Gruppo B
| Giocatore     | R.S.  | C.U. | N.Y.  | C.C. | O.M. | S.A.  | Risultato | Note                                        |
| ------------- | ----- | ---- | ----- | ---- | ---- | ----- | --------- | ------------------------------------------- |
| Ryu Shikun    | –     | W+R  | X     | X    | X    | X     | 1-4       | Retrocesso                                  |
| Cho U         | X     | –    | W     | B+R  | X    | X     | 2-3       | Qualificato alla fase finale del Kisei 2005 |
| Norimoto Yoda | W+1,5 | X    | –     | X    | X    | W+5,5 | 2-3       | Qualificato alla fase finale del Kisei 2005 |
| Cho Chikun    | B+3,5 | X    | B+6,5 | –    | W+R  | B+R   | 4-1       | Qualificato alla finale degli sfidanti      |
| O Meien       | W+2,5 | B+R  | W+0,5 | X    | –    | W+R   | 4-1       | Qualificato alla fase finale del Kisei 2005 |
| Shuzo Awaji   | B+R   | X    | X     | X    | X    | –     | 1-4       | Retrocesso                                  |

* Cho Chikun ha vinto lo scontro diretto contro O Meien.

## Finale degli sfidanti
I due vincitori dei gruppi A e B si sono sfidati il 13 novembre 2003.